# Mjönäs, Hagfors kommun
Mjönäs är en småort (före 2020 tätort) i Hagfors kommun. Orten ligger vid Klarälven, omkring fem kilometer norr om Munkfors och 25 kilometer sydväst om Hagfors. 

## Befolkningsutveckling
| Befolkningsutvecklingen i Mjönäs 1970–2015 | Befolkningsutvecklingen i Mjönäs 1970–2015 | Befolkningsutvecklingen i Mjönäs 1970–2015 | Befolkningsutvecklingen i Mjönäs 1970–2015 | Befolkningsutvecklingen i Mjönäs 1970–2015 |
| ------------------------------------------ | ------------------------------------------ | ------------------------------------------ | ------------------------------------------ | ------------------------------------------ |
|                                            |                                            |                                            |                                            |                                            |
| År                                         |                                            |                                            | Folkmängd                                  | Areal (ha)                                 |
| 1970                                       | 1970                                       |                                            | 375                                        |                                            |
| 1975                                       | 1975                                       |                                            | 376                                        |                                            |
| 1980                                       | 1980                                       |                                            | 335                                        |                                            |
| 1990                                       | 1990                                       |                                            | 275                                        | 75                                         |
| 1995                                       | 1995                                       |                                            | 248                                        | 75                                         |
| 2000                                       | 2000                                       |                                            | 234                                        | 75                                         |
| 2005                                       | 2005                                       |                                            | 218                                        | 75                                         |
| 2010                                       | 2010                                       |                                            | 217                                        | 75                                         |
| 2015                                       | 2015                                       |                                            | 257                                        | 122                                        |
| Anm.: Ny tätort 1970                       |                                            |                                            |                                            |                                            |

## Samhället
Samhället rymmer i dag en modern veterinärstation och sedan 2011 en handelsträdgård enligt danska och engelska traditioner.